# Pimpinella crispulifolia
Pimpinella crispulifolia är en flockblommig växtart som beskrevs av H.Boissieu. Pimpinella crispulifolia ingår i släktet bockrötter, och familjen flockblommiga växter. Inga underarter finns listade i Catalogue of Life.